# Sort Samvittighed
Sort Samvittighed er en teatergruppe bestående af 10 kvindelige kunstnere. De laver shows og teaterkoncerter, hvor de bl.a. har nyfortolket Anne Linnets mange sange og Tove Ditlevsens digte. De har blandt andet spillet forestillingen Hvid Magi på Betty Nansen Teatrets anneksscene, Edison (Frederiksberg) i 2011, med genopsætning i marts 2012.
Sort Samvittighed vandt 2 Reumerter ved showet i 2011 – Årets Musikteater/Show og Årets Instruktør.

## Gruppen
Gruppen består, anno 2014, af:
- Elisa Kragerup – instruktør og iscenesætter
- Jeanett Albeck – skuespiller og kapelmester
- Tilde Maja Fredriksen – skuespiller
- Signe Egholm Olsen – skuespiller
- Rikke Bilde – skuespiller
- Leila Vestgaard – skuespiller
- Kitt Maiken Mortensen – skuespiller
- Ida Marie Ellekilde – scenograf
- Signe Fabricius – koreograf
- Sara Åkerlund Clemmensen – lysdesigner

## Eksterne kilder og henvisninger
- Hvid Magi Arkiveret 16. januar 2012 hos  Wayback Machine
- Sort Samvittighed